# ФК „Севиля“
ФК „Севиля“ (испанско произношение: [seˈβiʎa ˈfuðβol ˈkluβ]), (на испански: Sevilla Fútbol Club – Севиля Футбол Клуб) е професионален футболен клуб от Севиля, Испания, който играе в испанския шампионат Примера Дивисион.
Основан е на 14 октомври 1905 г., което го прави най-стария футболен клуб в Севиля и втория най-стар клуб в Андалусия. Клубът е носител на 4 престижни награди: Купата на УЕФА, Суперкупата на УЕФА, Купата на краля и Суперкупата на Испания.

## Успехи
- Примера дивисион
  -  Шампион (1): 1946
  -  Вицешампион (4): 1939/40, 1942/43, 1950/51, 1956/57
  -  Бронзов медал (4): 1943/44, 1969/70, 2006/07, 2008/09

- Копа дел Рей
  -  Носител (5): 1935, 1939, 1947/48, 2006/07, 2009/10
  -  Финалист (4): 1955, 1961/62, 2015/16, 2017/18

- Суперкупа на Испания
  -  Носител (1): 2007
  -  Финалист (3): 2010, 2016, 2018

- Купа Ева Дуарте:
  -  Финалист (1): 1948

- Купа на Андалусия:
  -  Носител (18): 1917, 1919, 1920, 1921, 1922, 1923, 1924, 1925, 1926, 1927, 1929, 1930, 1931, 1932, 1933, 1936, 1939, 1940

- Сегунда дивисион
  -  Шампион (4): 1928/29, 1933/34, 1968/69, 2000/01

### Международни
- Купа на УЕФА/ Лига Европа:
  -  Носител (7): (рекорд) 2005/06, 2006/07, 2013/14, 2014/15, 2015/16, 2019/20, 2022/23

- Суперкупа на Европа:
  -  Носител (1): 2006
  -  Финалист (6): 2007, 2014, 2015, 2016, 2020, 2023

- Купа на Европейската общност:
  -  Носител (1): 2002

- Купа на РЖД:
  -  Носител (1): 2008

## Състав

### Настоящ състав
Към 17 август 2025 г.

## Известни футболисти
| - Диего Марадона - Диего Симеоне - Хавиер Савиола - Даниел Бертони - Тони Полстер - Бебето - Жулио Баптища - Даниел Алвеш | - Лусио Вагнер - Лаурен - Иван Саморано - Роберт Просинечки - Давор Шукер - Никос Махлас - Енцо Мареска - Фредерик Кануте | - Ивица Драгутинович - Деян Петкович - Хосе Антонио Рейес - Серхио Рамос - Хосе Мари - Карлос Марчена - Франсиско Буйо - Хави Наваро | - Андрес Палоп - Антонио Пуерта - Дарио Силва - Марсело Салайета - Хавиер Шевантон - Ринат Дасаев - Александър Кержаков |

## Бивши треньори
- Карлос Билардо
- Хеленио Херера
- Луис Арагонес
- Мигел Муньос
- Хосе Антонио Камачо
- Хуанде Рамос
- Мичел
- Унай Емери